# Khalid Al Qassimi
Khalid Al Qassimi (arab. الشيخ خالد القاسمي) (ur. 18 lutego 1972) – emiracki kierowca rajdowy.
Regularnie startuje w rajdach zaliczanych do klasyfikacji Mistrzostw Bliskiego Wschodu. W 2004 został mistrzem w tej serii rajdowej.
W 2004 roku pierwszy raz wystartował w rajdzie WRC, był to Rajd Akropolu. W 2007 roku umowa sponsorska pomiędzy fabrycznym zespołem Forda i organizacją turystyczną Abu Zabi pozwoliła mu startować w wybranych rajdach fabrycznie przygotowanym Fordem Focusem WRC.
W otwierającym sezon 2009 Rajdzie Irlandii zajął 8. miejsce i zdobył swój pierwszy w karierze punkt w klasyfikacji generalnej kierowców. Natomiast najlepszym jego wynikiem jest piąte miejsce zajęte w Rajdzie Australii w sezonie 2011.
W sezonie 2012 nie pojawił się w mistrzostwach świata. W 2013 organizacja turystyczna Abu Zabi rozpoczęła wspieranie zespołu Citroëna dzięki czemu Khalid zaliczył w ich barwach siedem startów w mistrzostwach świata oraz cały sezon mistrzostw bliskiego wschodu (zajął tam drugie miejsce).

## Starty w rajdach WRC
| Sezon | Zespół                      | Samochód               | 1      | 2        | 3        | 4             | 5             | 6         | 7        | 8         | 9         | 10        | 11            | 12              | 13              | 14        | 15            | 16              | Punkty | Miejsce |
| ----- | --------------------------- | ---------------------- | ------ | -------- | -------- | ------------- | ------------- | --------- | -------- | --------- | --------- | --------- | ------------- | --------------- | --------------- | --------- | ------------- | --------------- | ------ | ------- |
| 2004  | Khalid Al Qassimi           | Subaru Impreza WRX STI | Monako | Szwecja  | Meksyk   | Nowa Zelandia | Cypr          | 20        | NU       | Argentyna | Finlandia | Niemcy    | Japonia       | Wielka Brytania | Włochy          | Francja   | Hiszpania     | NU              | 0      | -       |
| 2005  | Khalid Al Qassimi           | Subaru Impreza WRX STI | Monako | Szwecja  | Meksyk   | Nowa Zelandia | Włochy        | Cypr      | 33       | Grecja    | Argentyna | Finlandia | Niemcy        | Wielka Brytania | Japonia         | Francja   | Hiszpania     | Australia       | 0      | -       |
| 2006  | Khalid Al Qassimi           | Subaru Impreza WRX STI | Monako | Szwecja  | Meksyk   | Hiszpania     | Francja       | Argentyna | Włochy   | 23        | Niemcy    | Finlandia | Japonia       | 13              | Turcja          | Australia | Nowa Zelandia | Wielka Brytania | 0      | -       |
| 2007  | BP Ford World Rally Team    | Ford Focus RS WRC      | Monako | Szwecja  | Norwegia | Meksyk        | Portugalia    | Argentyna | Włochy   | Grecja    | 16        | 16        | Nowa Zelandia | 14              | Francja         | Japonia   | 15            | Wielka Brytania | 0      | -       |
| 2008  | BP Ford Abu Dhabi WRT       | Ford Focus RS WRC      | 16     | 26       | Meksyk   | Argentyna     | 9             | 16        | 12       | Turcja    | 11        | 14        | Nowa Zelandia | 21              | 12              | Japonia   | 16            |                 | 0      | -       |
| 2009  | BP Ford Abu Dhabi WRT       | Ford Focus RS WRC      | 8      | Norwegia | 8        | 8             | Argentyna     | 15        | 6        | Polska    | 9         | 19        | 14            | 19              |                 |           |               |                 | 6      | 12.     |
| 2010  | BP Ford Abu Dhabi WRT       | Ford Focus RS WRC      | 13     | Meksyk   | Jordania | Turcja        | Nowa Zelandia | 9         | Bułgaria | NU        | 8         | NU        | 13            | 7               | 11              |           |               |                 | 12     | 12.     |
| 2011  | Team Abu Dhabi              | Ford Fiesta RS WRC     | 10     | Meksyk   | 14       | 8             | 13            | Argentyna | Grecja   | 14        | Niemcy    | 5         | 12            | 12              | Wielka Brytania |           |               |                 | 15     | 14.     |
| 2013  | Abu Dhabi Citroën Total WRT | Citroën DS3 WRC        | Monako | NU       | Meksyk   | 9             | Argentyna     | NU        | 10       | Finlandia | 11        | 9         | Francja       | 11              | Wielka Brytania |           |               |                 | 5      | 21.     |
| 2014  | Citroën Total Abu Dhabi WRT | Citroën DS3 WRC        | Monako | 16       | Meksyk   | 13            | Argentyna     | 10        | Polska   | Finlandia | Niemcy    | Australia | Francja       | 15              | Wielka Brytania |           |               |                 | 1      | 29.     |